# Johann II. (Saarwerden)
Johann II. von Saarwerden (* vor 1340; † nach 1380) war Graf von Saarwerden. Er war der älteste Sohn von Friedrich II. von Saarwerden (* vor 1317) und Agnes von Salm (* vor 1316). Seine Gemahlin war Klara von Vinstingen (* vor 1340), die Tochter von Heinrich I. von Vinstingen (* vor 1308).
Johann und Klara hatten mehrere Kinder:
- Friedrich III. von Saarwerden, ältester Sohn (* um 1348; † 1414), der 1371 mit der Hilfe seines Onkels Kuno II. von Falkenstein, des Erzbischofs von Trier, Erzbischof von Köln wurde
- Heinrich III., Graf von Saarwerden († 1397), ⚭ Herzlaude von Rappoltstein
- Hildegard († 1419), ⚭ Johann von Isenburg-Limburg († 1406/1407)
- Walpurgis oder Walburga (* vor 1367), ⚭ (1376) Graf Friedrich III. von Moers (* 1354; † 1417)

| Personendaten    | Personendaten             |
| ---------------- | ------------------------- |
| NAME             | Johann II.                |
| ALTERNATIVNAMEN  | Johann II. von Saarwerden |
| KURZBESCHREIBUNG | Graf von Saarwerden       |
| GEBURTSDATUM     | vor 1340                  |
| STERBEDATUM      | nach 1380                 |